# Fácil (serie de televisión)
Fácil es una serie de televisión española de comedia creada por Anna R. Costa para Movistar Plus+, basada en la novela Lectura fácil de Cristina Morales. Está protagonizada por Natalia de Molina, Anna Castillo, Anna Marchessi y Coria Castillo. Se estrenó en la plataforma el 1 de diciembre de 2022.

## Trama
Cuatro mujeres de Barcelona con diversidad funcional – Marga (Natalia de Molina), Nati (Anna Castillo), Patri (Anna Marchessi) y Àngels (Coria Castillo) – buscan su propia independencia con el objetivo de mantenerse viviendo juntas en un piso, y descubren que para ello van a tener que romper una norma social tras otra.

## Reparto

### Reparto principal
- Natalia de Molina como Margarita "Marga" Baena Lomas
- Anna Castillo como Natividad "Nati" García Lomas
- Anna Marchessi como Patricia "Patri" García Lomas
- Coria Castillo como Ángeles “Àngels” Guirao Lomas

### Reparto recurrente
- Bruna Cusí como Laia Buedo Sánchez
- Martí Cordero como Kevin
- Eloi Costa como Enric
- Francesca Piñón como Tía Montserrat Guirao Fernández
- Clara Segura como Anna
- Àgata Roca como Gemma
- Albert Pla como Ventura
- David Bagés como Julio

## Episodios
| N.º | Título                            | Dirigido por              | Escrito por                   | Fecha de lanzamiento original |
| --- | --------------------------------- | ------------------------- | ----------------------------- | ----------------------------- |
| 1   | «Está clarísimo»                  | Anna R. Costa y Laura Jou | Anna R. Costa y Cristina Pons | 1 de diciembre de 2022        |
| 2   | «No es basura todo lo que parece» | Anna R. Costa y Laura Jou | Anna R. Costa y Cristina Pons | 1 de diciembre de 2022        |
| 3   | «¿Yo antes era normal?»           | Anna R. Costa y Laura Jou | Anna R. Costa y Cristina Pons | 1 de diciembre de 2022        |
| 4   | «Está prohibido»                  | Anna R. Costa y Laura Jou | Anna R. Costa y Cristina Pons | 1 de diciembre de 2022        |
| 5   | «Yo mando que no hay normas»      | Anna R. Costa y Laura Jou | Anna R. Costa y Cristina Pons | 1 de diciembre de 2022        |

## Producción
El 30 de mayo de 2022, Movistar Plus+ anunció la producción de una adaptación a televisión de la novela Lectura fácil de Cristina Morales, titulada simplemente Fácil, con Anna R. Costa (quien también la coescribió junto a Cristina Pons y codirigió junto a Laura Jou) como creadora y Natalia de Molina, Anna Castillo, Anna Marchessi y Coria Castillo como protagonistas. El rodaje tuvo lugar a finales de 2021 en Barcelona.

## Lanzamiento y marketing
El 15 de septiembre de 2022, el teaser de Fácil fue lanzado, y en él se anunció su estreno para el 1 de diciembre de 2022.

## Recepción y premios

### Opinión de la autora
El 26 de julio de 2022, meses antes del estreno de la serie, Morales publicó en la revista Rockdelux, bajo el pesudónimo Crispina Modales, una firma invitada titulada "Si te gustó el libro, te encantará la serie", en la que criticó duramente la serie con acusaciones de blanqueamiento, alegando que "lo más que se dice es que las regentas del mundo de la discapacidad son unas paternalistas pijas de Pedralbes" y lamentando que "no se critica al establishment contemporáneo de la discapacidad y la salud mental porque se pretende llegar al gran público democrático [...] y [...] ", llegando hasta a apodar a la serie como Nazi. Durante la presentación de la serie en el Festival Internacional de Cine de San Sebastián 2022, Costa defendió la serie, alegando que, aunque Morales tenía "la libertad de poder expresar lo que piense", pudo haber hablado con ella sobre la serie si quería, incidiendo en que "de lo único que podía opinar era de lo que había cobrado", además de decir que quería hacer algo "radicalmente opuesto" a cómo los personajes de la institución eran retratados en la novela original, que desde su primera reunión le dijo a Morales que "eso no iba a ser así", y que tenían claro que Fácil no podía ser "solo una cosa social de denuncia" por el riesgo de ponerla en "un lugar inamovible".

### Reconocimientos y premios
| Año                                               | Premiación                                 | Categoría                                                       | Nominado(s)                  | Resultado | Ref.   |
| ------------------------------------------------- | ------------------------------------------ | --------------------------------------------------------------- | ---------------------------- | --------- | ------ |
| 2023                                              | Premios Feroz                              | Mejor serie de comedia                                          | Fácil                        | Nominada  | [ 8 ]  |
| 2023                                              | Premios Feroz                              | Mejor guion de una serie                                        | Anna R. Costa, Cristina Pons | Nominadas | [ 8 ]  |
| 2023                                              | Premios Feroz                              | Mejor actriz de reparto de una serie                            | Coria Castillo               | Nominada  | [ 8 ]  |
| 2023                                              | Premios Cinematográficos José María Forqué | Mejor interpretación femenina en una serie                      | Anna Castillo                | Nominada  | [ 9 ]  |
| 2023                                              | Premios Cinematográficos José María Forqué | Mejor interpretación femenina en una serie                      | Natalia de Molina            | Nominada  | [ 9 ]  |
| 2023                                              | Produ Awards                               | Mejor miniserie                                                 | Fácil                        | Nominada  | [ 10 ] |
| 2023                                              | Produ Awards                               | Mejor actriz principal - Serie y miniserie de comedia dramática | Anna Castillo                | Nominada  | [ 10 ] |
| 2023                                              | Produ Awards                               | Mejor actriz principal - Serie y miniserie de comedia dramática | Natalia de Molina            | Ganadora  | [ 10 ] |
| 2023                                              | Produ Awards                               | Mejor actriz de reparto - Serie y miniserie                     | Anna Marchessi               | Nominada  | [ 10 ] |
| 2023                                              | Festival Internacional de Cine de Almería  | Mejor serie de comedia                                          | Fácil                        | Nominada  | [ 11 ] |
|                                                   | Festival Internacional de Cine de Almería  | Mejor showrunner o creador de serie de comedia                  | Anna R. Costa                | Nominada  | [ 11 ] |
| Mejor interpretación femenina en serie de comedia | Festival Internacional de Cine de Almería  | Coria Castillo                                                  | Nominada                     |           | [ 11 ] |
| Mejor interpretación femenina en serie de comedia | Festival Internacional de Cine de Almería  | Natalia de Molina                                               | Nominada                     |           | [ 11 ] |